# Mairead McGuinness
Mairead McGuinness, irska političarka in novinarka, * 13. junij 1959, Drogheda, Irska.
Od oktobra 2020 deluje kot evropska komisarka za finančno stabilnost, finančne storitve in unijo kapitalskih trgov. Na to mesto je bila imenovana, ko je irski evropski komisar Phil Hogan odstopil zaradi udeležbe na zabavi med epidemijo koronavirusa. Kot članica irske stranke Fine Gael je bila od leta 2017 do 2020 prva podpredsednica Evropskega parlamenta. Med letoma 2004 in 2014 je bila poslanka v Evropskem parlamentu (MEP) za vzhod in od leta 2014 do 2020 za Midlands-severozahod, s čimer je postala irska evropska poslanka z najdaljšim stažem. V Evropskem parlamentu je bila članica skupine Evropske ljudske stranke (ELS).
McGuinnessova je leta 2019 predlagala načrt, ki bi v posvetovanju z Evropskim parlamentom privilegiral verske skupine. Predlog je bil odložen, potem ko se je skupina poslancev pritožila, da bo ustvaril »zelo nezaželen in nepregleden privilegiran lobistični kanal za verske organizacije«.

## Izobrazba in kariera v medijih
McGuinness je bila prva ženska, ki je na University College Dublin diplomirala oz. dosegla stopnjo Bachelor of Science v kmetijski ekonomiji, in sicer leta 1980. Leta 1984 je diplomirala iz računovodstva in financ ter kariero nadaljevala v medijih, leta 2004 pa vstopila v politiko.
Delala je kot raziskovalka pri The Late Late Show, kot voditeljica oddaj nacionalne televizije RTÉ, kot so Ušesa na tleh in Kmetija slavnih. Bila je tudi novinarka časopisa Irish Farmers Journal in urednica kmečke priloge Irish Independent.

## Zasebno
Poročena je s Tomom Duffom, rejcem ovc. Par ima štiri otroke.